# Xylaria cornu-damae
Xylaria cornu-damae är en svampart som först beskrevs av Ludwig David von Schweinitz, och fick sitt nu gällande namn av Miles Joseph Berkeley 1873. Xylaria cornu-damae ingår i släktet Xylaria och familjen kolkärnsvampar.   Inga underarter finns listade i Catalogue of Life.